# Peter Florin

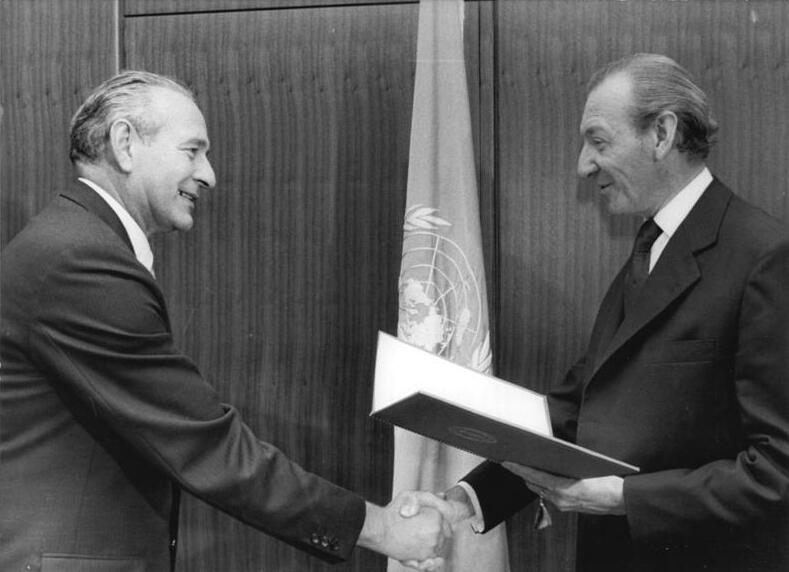
Peter Florin (links) mit Kurt Waldheim 1973 in New York

Peter Florin (* 2. Oktober 1921 in Köln-Poll; † 17. Februar 2014 in Berlin) war ein deutscher Politiker (SED). Er war stellvertretender Außenminister und ständiger Vertreter der DDR bei den Vereinten Nationen in New York City.

## Leben
Florin, Sohn des KPD-Funktionärs und Reichstagsabgeordneten Wilhelm Florin, besuchte von 1927 bis 1933 die Volksschule und Oberrealschule in Essen und Berlin. Die Familie emigrierte 1933 nach Frankreich. Nach der Verhaftung seiner Mutter in Paris wurde er durch die Internationale Rote Hilfe nach Moskau gebracht, wo er die Karl-Liebknecht-Schule besuchte. 1938 trat er dem Komsomol bei. Im gleichen Jahr wurde ihm die deutsche Staatsbürgerschaft aberkannt. Er studierte ab 1940 an der Chemisch-Technologischen Hochschule Mendelejew in Moskau, ging freiwillig 1941 als Soldat zur Roten Armee und besuchte 1942 vier Monate lang einen Sonderlehrgang der Komintern-Schule in Kuschnarenkowo, wo er unter anderen Wolfgang Leonhard und Markus Wolf kennenlernte. Von 1943 bis 1944 war er Partisan in Weißrussland. Danach war er bis 1945 beim Nationalkomitee Freies Deutschland tätig.
Er kam 1945 mit der KPD-Initiativgruppe für Sachsen unter Anton Ackermann nach Deutschland zurück und wurde für kurze Zeit Landrat im Landkreis Wittenberg. Danach wurde er Chefredakteur der „Volkszeitung“ und später der „Freiheit“ in Halle sowie Mitglied des Sekretariats des SED-Landesvorstandes Sachsen-Anhalt. Nach schwerer Krankheit 1948 und 1949 war er im September 1949 bis Anfang 1950 stellvertretender Sekretär der außenpolitischen Kommission beim Politbüro des Zentralkomitees der SED und ab Oktober 1949 stellvertretender Leiter des Büros bzw. der Abteilung Internationale Verbindungen beim ZK der SED. Von Januar 1950 bis 1952 stellvertretender Leiter der Hauptabteilung für Politische Angelegenheiten beim Außenministerium der DDR, gleichzeitig Leiter der Hauptabteilung UdSSR bzw. der sogenannten Hauptabteilung I, die sich mit den Beziehungen zur Sowjetunion und den „Volksdemokratien“ beschäftigte. Von 1953 bis 1966 war er Leiter der Abteilung Internationale Verbindungen beim ZK der SED.
Florin wurde 1954 Kandidat des ZK der SED und ab 1958 bis 1989 Mitglied des ZK der SED. Er war von 1954 bis 1990 Abgeordneter der Volkskammer, wo er von 1954 bis 1963 als Vorsitzender, von 1963 bis 1967 als stellvertretender Vorsitzender und von 1967 bis 1971 als einfaches Mitglied des Ausschusses für Auswärtige Angelegenheiten fungierte.
1959 nahm er als Angehöriger der DDR-Delegation an der Genfer Außenministerkonferenz der Großmächte teil. 1967 bis 1969 und somit während des Prager Frühlings war er Botschafter der DDR in der ČSSR, danach bis 1973 Staatssekretär im Außenministerium und bis 1989 stellvertretender Außenminister.
Florin vertrat 1972/1973 die DDR bei den Beitrittsverhandlungen zu den Vereinten Nationen und blieb danach ständiger Vertreter der DDR bei den Vereinten Nationen in New York bis 1981. 1980 bis 1981 vertrat er die DDR im Sicherheitsrat der UNO. Florin war von 1982 bis 1988 Vorsitzender der UNESCO-Kommission der DDR. Er war Präsident der Generalversammlung der Vereinten Nationen in ihrer 42. Sitzungsperiode 1987 und während ihrer 15. Sondersitzung 1988. Von 1988 bis 1990 war er gewähltes Mitglied des Staatsrates der DDR. Im Jahre 1990 war er für kurze Zeit Vorsitzender des Provisorischen Vorstandes des Komitees der Antifaschistischen Widerstandskämpfer.
Florin erhielt zahlreiche Auszeichnungen: unter anderem 1944 in der UdSSR den Orden des Roten Sterns, am 6. Mai 1955 den Vaterländischen Verdienstorden in Silber und 1970 ebenfalls den vaterländischen Verdienstorden, 1958 die Medaille für Kämpfer gegen den Faschismus, 1965 den Orden Banner der Arbeit, 1970 den sowjetischen Orden des Großen Vaterländischen Krieges, 1971 die Ehrenspange zum Vaterländischen Verdienstorden, 1981 den Karl-Marx-Orden, 1985 den Großen Stern der Völkerfreundschaft und 1986 den Titel Held der Arbeit.
Florin war ab 1945 mit Edel Mirowa (1921–2012) verheiratet und Vater von drei Kindern.

## Auszeichnungen
- 1985 Medaille „40. Jahrestag des Sieges im Großen Vaterländischen Krieg 1941–1945“[2]

## Schriften
- Zur Außenpolitik der souveränen sozialistischen DDR. Berlin, 1966